# Philephedra colimensis
Philephedra colimensis är en insektsart som först beskrevs av Cockerell 1902.  Philephedra colimensis ingår i släktet Philephedra och familjen skålsköldlöss. Inga underarter finns listade i Catalogue of Life.